# Дмитар Шијан
Дмитар Шијан је бивши југословенски џудиста. На Европском првенству 1959. одржаном у Бечу, заједно са Младеном Мастелом освојио је прву медаљу за Југославију на Европским првенствима у џудоу. За освојену бронзану медаљу додељено му је национални признање Републике Србије.